# Cygnus NG-21
Cygnus NG-21 är en flygning av en av företaget Northrop Grummans Cygnus rymdfarkoster till Internationella rymdstationen (ISS). Farkosten sköts upp med en Falcon 9 raket, från Cape Canaveral Air Force Station LC-40, den 4 augusti 2024.
Farkosten kallas S.S. Francis R. "Dick" Scobee och är uppkallad efter den avlidna amerikanska astronauten Dick Scobee.
Den 6 augusti 2024 dockades farkosten med rymdstationen med hjälp av Canadarm2.
Målet med flygningen är att leverera material och förnödenheter till ISS.
På grund av att Cygnus ordinarie raket genomgår en större omkonstruktion valde man att använda en Falcon 9 raket.